# Philippe Tốt bụng
Philippe III xứ Bourgogne (tiếng Pháp: Philippe III de Bourgogne; 31 tháng 7 năm 1396 – 15 tháng 6 năm 1467), còn có biệt danh là Philippe Tốt bụng (tiếng Pháp: Philippe le Bon; tiếng Hà Lan: Filips de Goede) là Công tước xứ Bourgogne từ năm 1419 cho đến khi ông qua đời. Ông là thành viên của nhánh phụ triều đại Valois, hoàng tộc của tất cả các vị vua thế kỷ 15 của Pháp. Trong thời kỳ trị vì của ông, Công quốc Bourgogne đã đạt đến đỉnh cao của sự thịnh vượng và uy tín, và trở thành một trung tâm nghệ thuật hàng đầu. Philippe được biết đến trong lịch sử với những cải cách hành chính, sự bảo trợ của ông cho các nghệ sĩ người Hà Lan-Bỉ như van Eyck và các nhà soạn nhạc Franco-Flemish như Guillaume Dufay, ông cũng được biết đến qua việc việc bắt giữ Jeanne d'Arc và chuyển cô cho người Anh, và họ đã hành quyết cô. Trong các vấn đề chính trị, ông xen kẽ giữa các liên minh với người Anh và người Pháp để cố gắng cải thiện cơ sở quyền lực công quốc của mình. Ngoài ra, với tư cách là người cai trị Flanders, Brabant, Limburg, Artois, Hainaut, Holland, Luxembourg, Zeeland, Friesland và Namur, ông đã đóng một vai trò quan trọng trong lịch sử của các nước ở Vùng đất thấp.

## Danh hiệu
- Bourgogne : Đại công tước đệ nhất và hiệp sĩ dòng Lông cừu vàng
- Vương quốc Pháp – Công quốc Orléans : Hiệp sĩ dòng Order of the Porcupine

### Danh hiệu khôi phục
- Vương quốc Anh : Order of the Garter